# Высоковский Успенский монастырь
Высо́ковский Успе́нский монасты́рь (Высо́ко-Успе́нская пу́стынь) — мужской монастырь Городецкой епархии Русской православной церкви, расположенный в двух километрах от села Высоково Ковернинского района, в 160 км от Нижнего Новгорода. Основан в 1784 году как старообрядческий скит, с 1801 года — единоверческий скит, а с 1920 года — штатный монастырь. В 1929 году был закрыт, а в 1996 году — возрождён.
Высоковский Успенский монастырь является одним из немногочисленных сохранившихся монастырских комплексов с архитектурным ансамблем периода классицизма. Каменные постройки монастыря возведены в начале XIX века почти одновременно, что обеспечило единство и целостность крупного архитектурного ансамбля.

## История

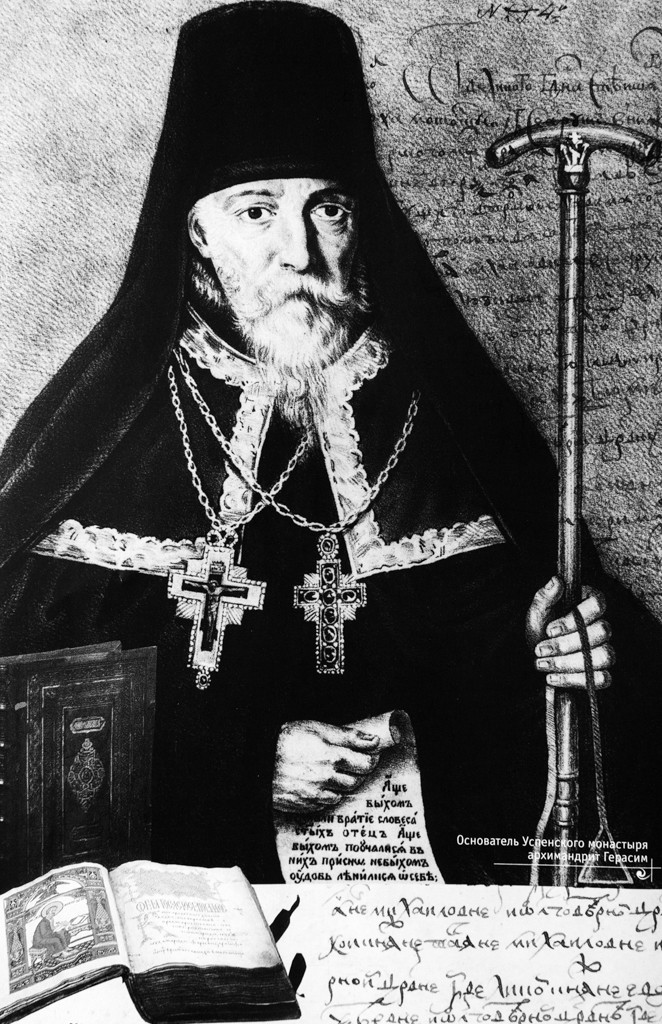
Архимандрит Герасим, основатель Высоковского Успенского мужского монастыря

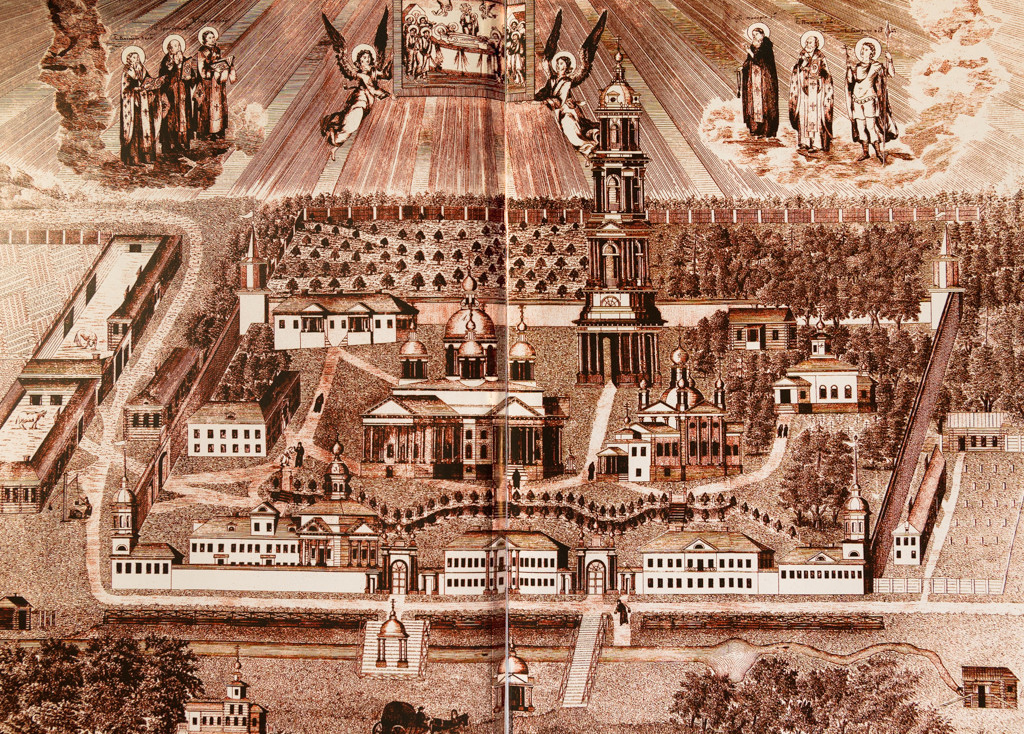

Казак Екатеринославского Донского казачьего войска Григорий Иванов в возрасте 38 лет ушёл в старообрядческий Комаровский скит, где он принял иноческий постриг с именем Герасим и прожил 10 лет. В 1784 году он вместе с иноком Паисием, удалился в более уединённое место в «Рымовских» лесах Макарьевского уезда Костромской губернии к двум инокам, жившим на высоком правом берегу лесной речки Утруса. Новое поселение стало именоваться Высоковский скит по названию ближайшей деревни Высоково.
Сюда стали приходить и прятаться все новые беглые иноки и беглые священнослужители. Было получено разрешение светских властей на строительство деревянного молитвенного дома. К 1800 году здесь уже насчитывалось до 50 обитателей.
Монастырские летописи хранят признание инока Герасима, согласно которому он 15 лет хранил «спокойствие совести», но затем он стал сомневаться в выбранном пути. Герасим решил «понудить себя на молитву ко Господу Богу». Совершая при особом воздержании молитвенные подвиги, Герасим получил от Бога внушение самому изучить старопечатные книги, Священное Писание и учения Святых Отцов об архиерействе и священстве.
Герасим убедил других иноков последовать его примеру. 8 октября 1801 года был составлен письменный «приговор» 22 насельников и обращение с прошением в Святейший Синод.
В качестве просителей перед церковными властями из скита с соответствующей доверенностью были отправлены двое иноков: Дионисий (в миру московский купец второй гильдии Дмитрий Андреевич Рахманов) и инок Паисий (московский мещанин Петр Тимофеев), которые, очевидно, на тот момент имели паспорта, были наиболее свободными в своих передвижениях и не преследовались как старообрядцы со стороны властей. В своем прошении о присоединении к единоверию обитатели Высоковского скита указали определённый условия, на которых они были бы согласны воссоединиться с официальной Церковью.
Первоначальные прошения оставались безрезультатными пока не направили прошения императору Александру I. Первое прошение было удовлетворено не полностью. Митрополит Новгородский и Санкт-Петербургский Амвросий (Подобедов) дал официальное согласие и благословение на строительство иноком Герасимом с братией в Высоковском скиту первой деревянной церкви. Но министр внутренних дел граф Виктор Кочубей официально отказал в просимой для строительства монастыря земле, объявив желание властей, чтобы иноки спокойно оставались существовать в своем Высоковском скиту, где они и живут.
Получив данные постановления властей, 4 ноября 1803 года инок Паисий с благословения настоятеля вновь обращается в Святейший Синод с очередным прошением «дозволить братии имеющуюся в скиту часовню перестроить и освятить как храм во имя Успения Божией Матери, с наименованием в дальнейшем Высоковский скит монастырём, и настоятеля инока Герасима рукоположить во священника».
Для исполнения вышеназванного повеления в Высоковский скит были командированы Макарьевского Унженского монастыря игумен Иринах и исправник костромского земского суда некий И. В. Минин. После освидетельствования существующей ситуации на месте они признали возможным скитскую часовню перестроить в церковь, а у обывателей скита, составляющих братство иноков и послушников, все имеющиеся документы и паспорта нашли действительными и не подлежащими сомнению.
10 августа 1804 года в Святейшем Синоде был подписан Высочайший Указ, разрешающий насельникам Высоковского скита имеющуюся часовню перестроить в церковь и освятить. На тот период времени в Высоковском скиту проживало порядка 18 иноков и 168 послушников из крестьян.
7 июня 1807 года указом Костромской Духовной Консистории было дано благословение церковь освятить. Перед освящением храма над каждым из иноков, присоединяющихся из раскола в единоверие, была прочтена соответствующая разрешительная молитва.
13 августа 1807 года состоялось освящение первого деревянного храма, перед освящением над каждым переходящим в единоверие иноком была прочтена разрешительная молитва. В течение 12 лет более 500 проживающих в округе раскольников присоединилось к единоверческой церкви, став прихожанами Успенской церкви.
13 июля 1820 года Александр I переименовал Высоковский скит в «общежительную для монашествующих пустынь», с названием Высоковской Успенской., при этом Высоковский Успенский монастырь становился штатным третьеклассным общежительным монастырём.
Обер-прокурор князь Голицын всячески покровительствовал новому монастырю и оказывал различную помощь и содействие в решении проблем новой обители. Так, благодаря содействию обер-прокурора, 14 июля 1823 года строитель иеромонах Герасим во время своего пребывания в Петербурге был удостоен личной встречи в кабинете Зимнего дворца с императором Александром I. Во время беседы с ним основатель монастыря обратился к нему с ходатайством о помощи в строительстве единоверческой обители. Его Величество «соизволил пожаловать на сооружение в Высоковской, пустыни каменной церкви святителя Николая пять тысяч рублей денег государственными ассигнациями».
В скором времени 6 января 1825 года Преосвященным епископом Самуилом строитель иеромонах Герасим «за хорошее и ревностное управление Высоковской пустынью» был возведён в сан игумена. И в этом же году 29 июня настоятель игумен Герасим «в вознаграждение трудов его в обращении раскольников к православной Греко-Российской Церкви на правах единоверия» в костромской Петропавловской церкви епископом Самуилом был возведен в сан архимандрита.
Впоследствии построенная на эти средства первая в монастыре каменная Никольская церковь была освящена в 1827 году.
Возле монастыря возникла деревня Выселок Успенский. На территории монастыря находились четыре церкви: Соборная Успенская (с одним престолом, построенная в 1834 году; во имя Святителя Николая (каменная, теплая, с одним престолом), построенная и освященная 1835 году; во имя святого мученика Георгия (деревянная, теплая, с одним престолом), построенная и освященная в 1834 году. Особенность планировки заключается в размещении зданий на трех террасах.
В 1910 году, по официальным данным, в Высоковском монастыре находилось: 3 иеромонаха, 1 иеродьякон, 4 монаха и 14 послушников. Очевидно, малочисленное количество насельников было связано с тем, что обитель эта являлась единоверческой и находилась вдали от крупных поселений.
В 1929 году монастырь был закрыт, по его территории проложена асфальтовая дорога, а на площади выстроены магазины. Монастырские здания были переданы колхозу: в Успенском соборе хранилось сено, в церкви Трех Святителей находились деревообрабатывающие мастерские, в настоятельском корпусе — колхозная контора и жилые квартиры. Рядом появилась небольшая деревня Выселки. После переезда колхоза бывшие монастырские здания остались заброшенными.
В 1979 году решением Горьковского облисполкома сохранившийся архитектурный ансамбль монастыря был взят под государственную охрану как памятник архитектуры, а в 1995 году ему был присвоен статус памятника федерального значения.

### Возрождение монастыря
Монастырь начал возрождаться в 1996 году.
В 1999 году по благословению митрополита Нижегородского и Арзамасского Николая (Кутепова) сохранившиеся постройки Высоковского монастыря были переданы Церкви. 19—20 апреля 2000 года по представлению митрополита Нижегородского и Арзамасского Николая Священный Синод принял решение о возрождении монашеской жизни.
После назначения в 2002 году настоятелем игумена Александра (Лукина), началось активное восстановление монастыря:
за 2,5 года под его руководством все здания монастыря были покрыты кровлей, восстановлены купола и установлены кресты. В колокольне восстановлены лестничные марши, оборудован для летних служб храм Трех Святителей, под братский корпус отремонтирована бывшая монастырская больница. В 2005 году братский корпус являлся единственным жилым помещением, в нём размещалась храм-часовня в честь святителя Николая, в которой совершались зимние службы. Также в братском корпусе находились трапезная, котельная и склады.
В 2005 году в обители проживало два человека: иеромонах Паисий и инок Андрей, а в Балахне находилось подворье с деревянным храмом-часовней. Бригадой строителей производилась реконструкция настоятельского корпуса, велись отделочные работы в колокольне и Никольской церкви.

## Строения
В монастыре сохранились:
- пятиглавый Успенский собор с четырьмя античными портиками[1] (1834),
- Трехсвятительская церковь с трапезной (1835),
- Никольский храм (1827),
- корпуса настоятеля и келейный (1860—1870[1]),
- четырёхъярусная «падающая»[5] колокольня высотой 75 м[1], смотровая площадка — 60 м[5] (1800—1830[1]),
- юго-западная башня ограды (1820—1830[1]).

## Наместники
- Александр (Ионов) (по 28.12.2018[6])
- Никон (Зозуля) (с 28.12.2018[6])